# 385695 Clete
385695 Clete (designação provisória: 2005 TO74) é a designação do quarto troiano de Netuno a ser descoberto. Tem o mesmo período orbital do planeta Netuno e orbita no ponto de Lagrange L4 cerca de 60 graus à frente de Netuno. O mesmo possui uma magnitude absoluta de 8,5 e, tem um diâmetro estimado com cerca de 88 km.

## Descoberta
385695 Clete foi descoberto no dia 8 de outubro de 2005 pelos astrônomos Scott S. Sheppard e Chadwick A. Trujillo.

## Órbita
A órbita de 385695 Clete tem uma excentricidade de 0,055 e possui um semieixo maior de 30,156 UA. O seu periélio leva o mesmo a uma distância de 28,498 UA em relação ao Sol e seu afélio a 31,815 UA.